# Frans Snyders
Frans Snyders (11 de novembro de 1579, Antuérpia — 19 de agosto de 1657, Antuérpia) foi um pintor flamengo do período barroco, especializado em natureza-morta e cenas de caça.

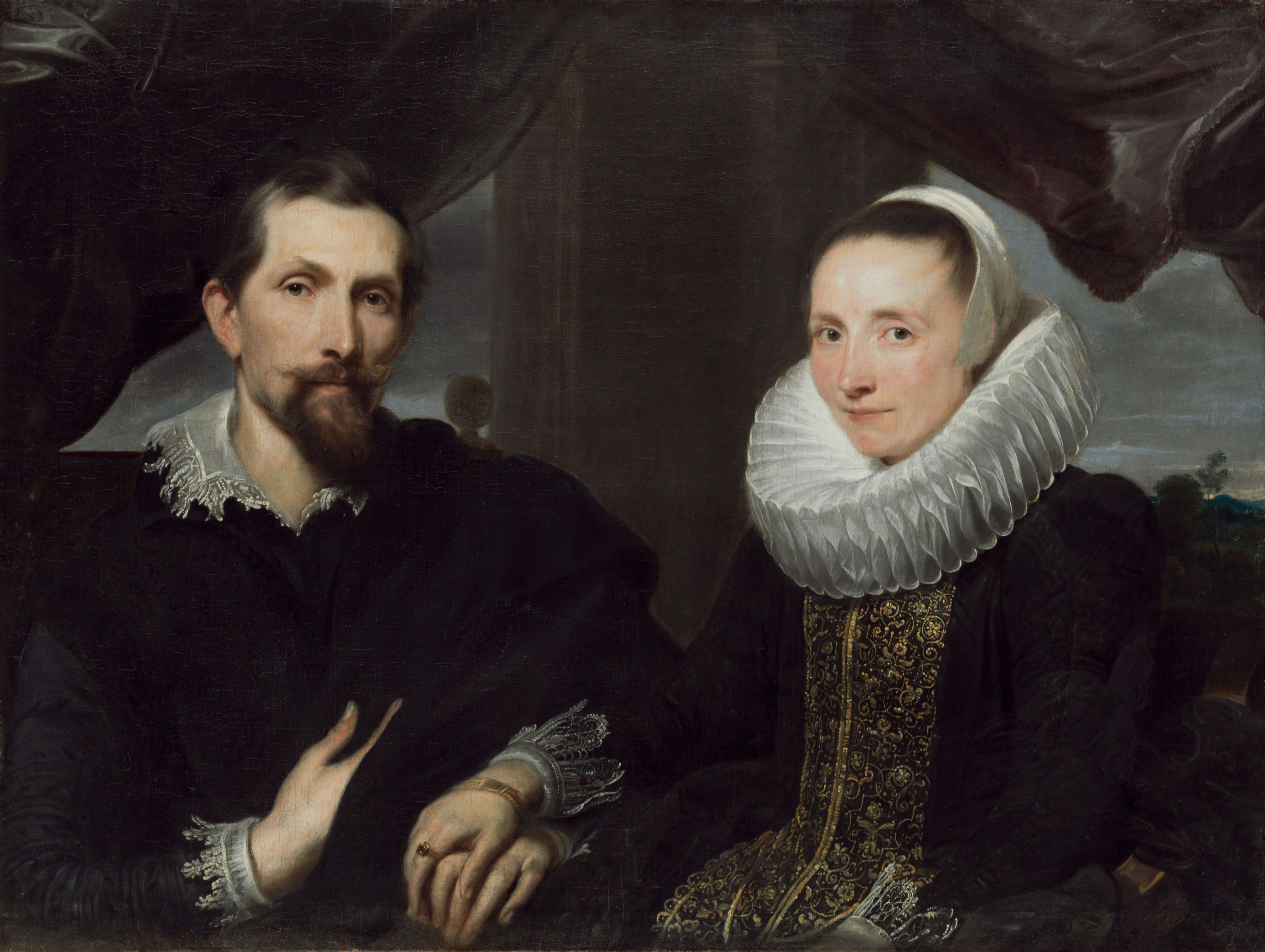
Retrato de Frans Snyders e da sua esposa Margaretha de Vos, por Anthony Van Dyck

## Vida e obra

### Primeiros anos
Snyders nasceu e morreu na sua cidade natal, Antuérpia. Em 1593 era aprendiz do pintor Pieter Brueghel o novo membro de uma família de famosos pintores, mas muito em seguida passou para o obradoiro do mestre Hendrick van Balen, que foi primeiro mestre também de Antoon van Dyck. Snyders manteve forte relação com van Dyck, quem o retratou mais de uma vez. Em 1602 Snyders fez-se membro da confraria de pintores de Antuérpia, a Sint-Lucasgilde, como mestre.

## Viagem a Itália
No ano 1608 marchou a Roma, para a viagem de formação na Itália, etapa que se cuidava obrigatória para os pintores de origem flamenga que tivessem aspirações de progresso. No ano seguinte, 1609, domiciliou-se em Milão, onde esteve a serviço do cardeal Federico Borromeo. Depois de regressar da Itália, em 1610, casou no ano seguinte com Margaretha de Vos, irmã dos pintores Cornelis e Paul de Vos. Entre os seus discípulos de Antuérpia o mais importante foi Jan Fyt, que trabalhava no seu obradoiro desde 1629.
Foi o pintor principal do arquiduque Alberto da Áustria, governador dos Países Baixos, para quem realizou muitas das suas obras principais. Uma destas foi apresentada ao rei de Espanha Filipe III quem, junto com o seu sucessor Filipe IV, encarregou a Snyders diversos lenços, agora conservados em Madrid. Trabalhou também para o arquiduque Leopoldo Guilherme da Áustria.

## Caráter da sua obra
Inicialmente Snyders se dedicou à pintura de natureza-morta, nomeadamente flores, plantas e frutas e peixes, mas muito logo passou a representações de animais vivos, especialmente selvagens, e cenas de caça. Foi um dos primeiros pintores que se especializaram na representações de animais em lenços. 
A sua composição é rica e vasta, o seu pincel vigoroso, mesmo enérgico e extremadamente expressivo. Snyders foi um grande admirador da obra de Pieter Paul Rubens, que o contactou com frequência para executasse nos seus tecidos flores, frutas e animais. Inversamente, as figuras humanas de quadros de Snyders podem estar realizadas por Rubens (em algum caso por Vão Dyck). Do mesmo modo colaborou com outros muitos artistas flamengos como Jacob Jordaens e Thomas Willeboirts Bosschaert.

## Galeria

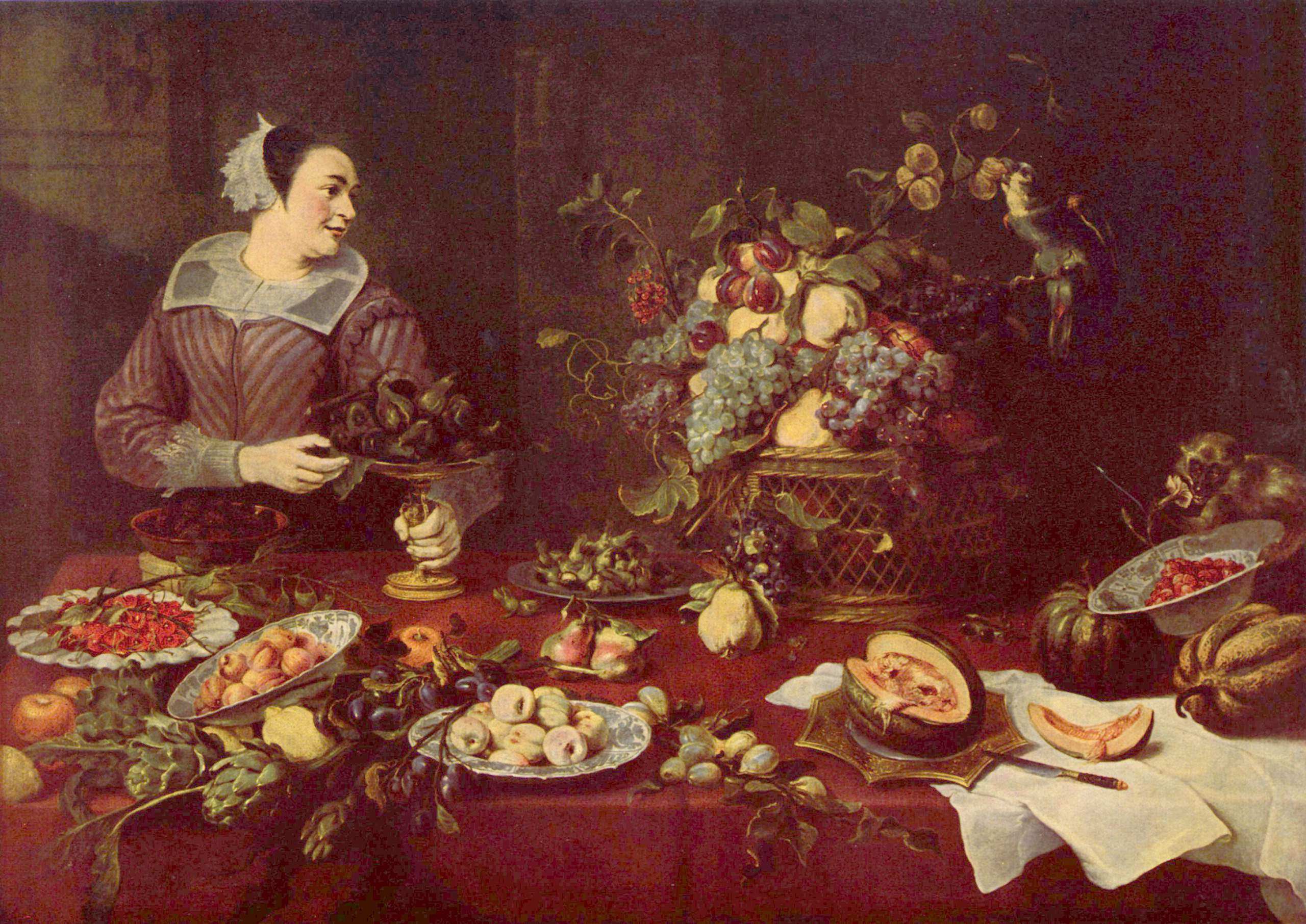
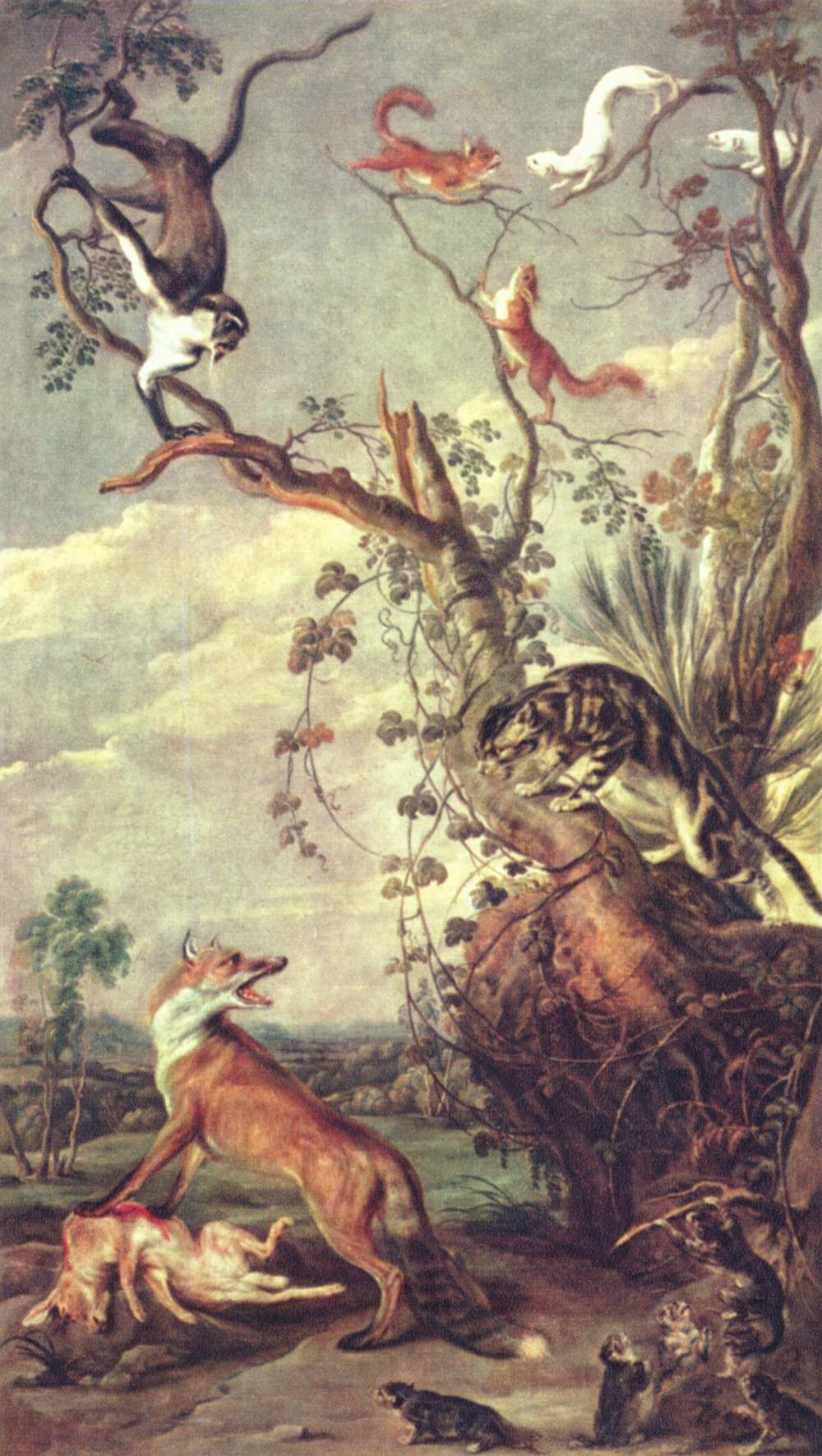
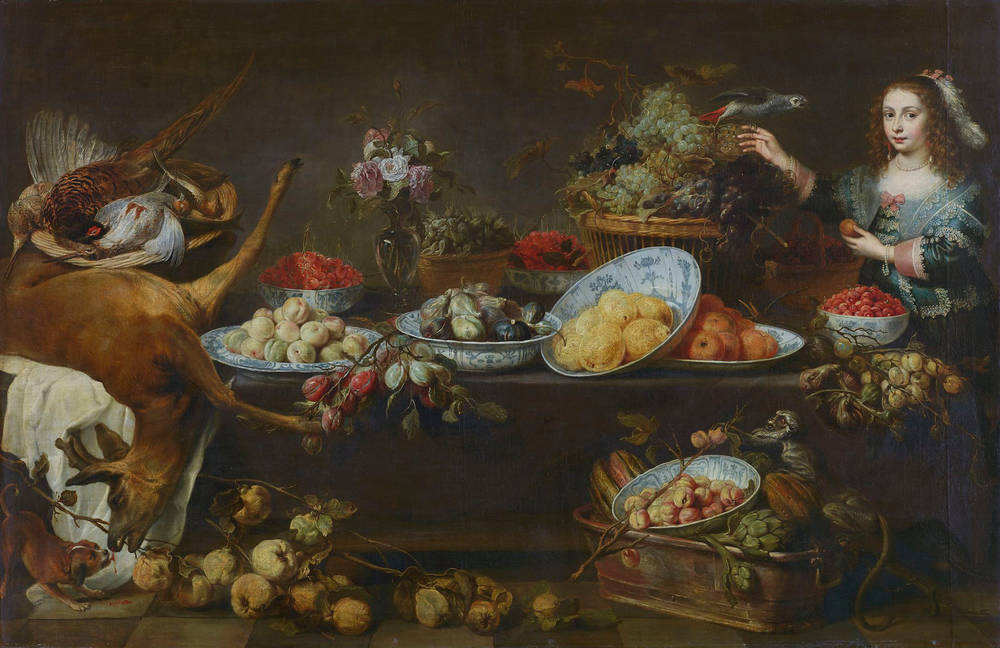
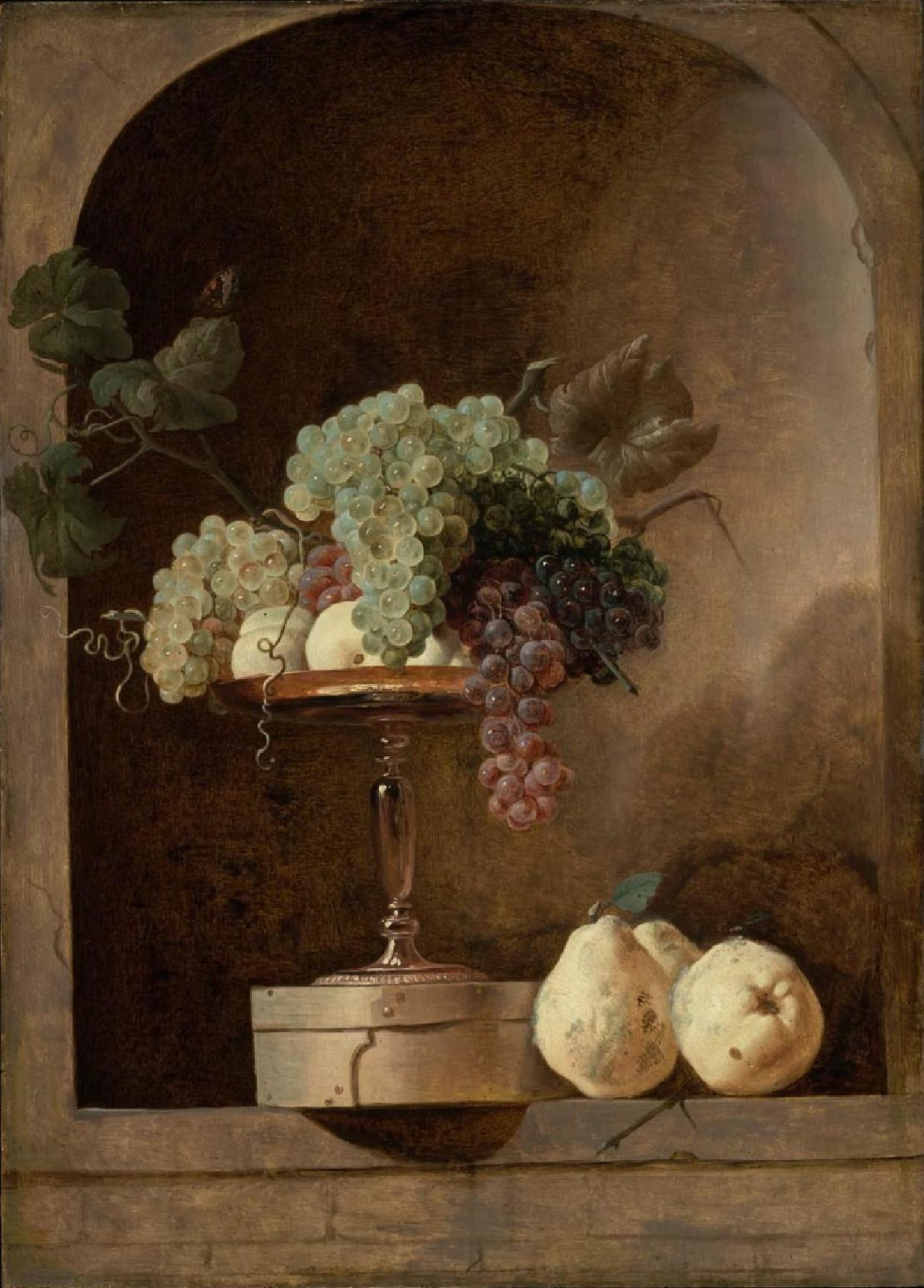